# Ženska soba
Ženska soba – Centar za seksualna prava je feministička i neprofitna organizacija civilnog društva koja je osnovana 2002. godine. Organizacija se bavi prevencijom i suzbijanjem seksualnog nasilja, podrškom i pomoći osobama koje su preživjele seksualno nasilje te afirmiraju zaštitu seksualnih prava. Zalažu se za društvo bez diskriminacije, mizoginije i nasilja nad ženama. Centar razvija javne politike, programe preventive, bave se unapređenjem zakonodavstva. Organiziraju specijalizirane edukacije, a ujedno rade na osvještavanju javnosti o temama vezanim uz seksualno nasilje.

## Ciljevi i aktivnosti
Više je ciljeva rada Ženske sobe - Centra za seksualna prava, među njima: aktivno zalaganje za unaprjeđenje spolne i rodne ravnopravnosti kroz feminističke politike, principe i vrednote. Žene se osnažuje da same sudjeluju u traženju i zaštiti osnovnih ženskih ljudskih prava. Centar radi na suzbijanju svih oblika nasilja nad ženama, s posebnim naglaskom na seksualno nasilje i nasilje u obitelji. Pruža se pomoć i podrška žrtvama, osmišljaju se i provode prevencijski i obrazovni programi, razvijaju se mehanizmi javnih politika za suzbijanje svih oblika nasilja, a prati se i provedba istih u praksi. Radi se s osobama koje su preživjele seksualno nasilje, upućujući ih savjetodavno na više načina: psihološko, pravno i krizno savjetovanje. Osobe se informiraju o dostupnim uslugama u sustavu zdravstva, a pruža im se i terapijski rad, uključujući pripremne radnje za sudski postupak te rad s osobama koje su bliske žrtvama seksualnog nasilja. Osnažuju se djeca i mladi u borbi protiv spolne, rodne i seksualne diskriminacije. Aktivno se radi na zaštiti i promidžbi prava djece i mladih te suzbijanju i preveniranju seksualnog nasilja nad i među djecom i mladima.
Promovira se zaštita seksualnih prava u skladu s Deklaracijom o seksualnim pravima.
Aktivno se zalaže protiv diskriminiranja temeljem spola, roda, rodnog izražavanja i/ili identiteta, seksualne orijentacije te interspolnih osobina i odlika. Osnažuje se i podržava lezbijska, gej, biseksualna, transpolna, transrodna, interspolna i queer (LGBTIQ) populacija u zaštiti osnovnih ljudskih prava.
Dio aktivnosti Ženske sobe odvija se u okviru Centra za žrtve seksualnog nasilja u kojem se ostvaruje izravna pomoć i podrška žrtvama seksualnog nasilja. Osoblje Centra je posebno obučeno za rad s osobama koje su preživjele seksualno nasilje, no pomoć i podršku pružaju svima koji im se obrate, u samom Centru, telefonski, elektronskom poštom ili stranicama na društvenim mrežama.

## Područja rada
- Seksualno nasilje
- Trgovina ženama
- Seksualna prava
- Ženska seksualnost
- LGBTQ / seksualne i rodne manjine
- Transgressing Gender Conference
- Izdavaštvo
- Javni rad
- Edukacije
- Istraživanja

## Projekti
Tijekom dosadašnjeg rada Ženska soba održala je preko 1884 različitih edukacija (radionica, treninga, predavanja, okruglih stolova i sl.) na kojima je sudjelovalo više od 63 640 osoba (djeca i mladi, organizacije civilnog društva, institucije i tijela, šira javnost), objavila preko 120 različitih tiskanih materijala vezanih za aktivnosti organizacije, provela 14 pionirskih istraživanja, otvorila prvi i jedini Centar za žrtve seksualnog nasilja u Hrvatskoj (2008.) u sklopu kojega je pružena pomoć i podrška za 1632 osobe kroz više od 6530 savjetovanja za osobe koje su preživjele bilo koji oblik seksualnog nasilja.
Održale su prvu medijsku kampanju STOP seksualnom nasilju (2009.) namijenjenu ženama žrtvama svih oblika nasilja. Godine 2012. pokrenule su web stranicu Sigurno mjesto.
Organizirale su prvu međunarodnu konferenciju o seksualnom nasilju u Hrvatskoj Sustav javnih politika i podrške za žrtve seksualnog nasilja (2015.) na kojoj su sudjelovale međunarodno priznate stručnjakinje u području seksualnog nasilja, poput Liz Kelly, Catherine LeMagueresse, Biljane Branković, Lepe Mlađenović i drugih.
Nositeljice su programa Mreža podrške i suradnje za žrtve i svjedoke kaznenih djela stvorenog s ciljem osiguravanja pružanja pomoći i podrške žrtvama i svjedocima kaznenih djela u županijama u kojima nisu osnovani odjeli za podršku žrtvama i svjedocima.
Članice Ženske sobe sudjelovale su (2017. – 2018.) u Radnoj skupini za izradu Protokola o postupanju u slučaju seksualnog nasilja, pri Uredu za ravnopravnost spolova Vlade Republike Hrvatske.
Tijekom 2018. godine aktivno su započele s razvojem SVEP programa - programa sveobuhvatnog prevencijskog programa protiv seksualnog nasilja za srednje škole.
Projekti koje Ženska soba trenutno provodi dostupni su na mrežnoj stranici Centra.

## Nagrade
- 2016. – Nagrada Udruge hrvatskih menadžera sigurnosti u kategoriji Partnerstvo u ostvarivanju sigurnosti – inicijativa godine.[11]
- 2019. – Nagrada Strašne žene godine u organizaciji portala Voxfeminae i društvenog poduzeća Fierce Women.[12]

## Vanjske poveznice
- Službena stranica udruge